# Gay Chorus Deep South
 (juin 2020).
Pour plus de détails, voir Fiche technique et Distribution.
Gay Chorus Deep South est un film américain réalisé par David Charles Rodrigues, sorti en 2019.

## Synopsis
La tournée du San Francisco Gay Men's Chorus et de l'Oakland Interfaith Gospel Choir dans plusieurs États du Sud profond.

## Fiche technique
- Titre : Gay Chorus Deep South
- Réalisation : David Charles Rodrigues
- Scénario : Jeff Seymann Gilbert et David Charles Rodrigues
- Musique : Bryan Senti
- Photographie : Adam Brantley Hobbs
- Montage : Jeff Seymann Gilbert
- Production : Bud Johnston et Jesse Moss
- Société de production : MTV Studios et Rausch Street Films
- Pays :  États-Unis
- Genre : Documentaire
- Durée : 100 minutes
- Dates de sortie : 
  - États-Unis : 1er novembre 2019

## Accueil
Le film a reçu un accueil plutôt favorable de la critique. Il obtient un score moyen de 66 % sur Metacritic.